# Fulgerul Negru (film din 2009)
Fulgerul Negru (rusă Чёрная молния, Chernaya Molniya) este un film științifico-fantastic și de acțiune din 2009. Filmul este regizat de Dmitriy Kiselev și Aleksandr Voytinskiy. A fost lansat pe 31 decembrie 2009, dar în unele cinematografele a început să fie prezentat încă de pe 26 decembrie 2009. S-a anunțat o continuare în 2011.

## Povestea
Fulgerul Negru este un film cu super-eroi. Filmul este despre o mașină zburătoare Volga care luptă pentru combaterea criminalității împotriva unui Mercedes. Acțiunea se petrece la Moscova. Filmul este și povestea unui student de la Universitatea din Moscova, care este un om obișnuit la prima vedere, dar... este cel care poate zbura cu mașina Volga. Cu această masină el va fi capabil în Moscova nu numai să evite blocajele de circulație, dar în mod neașteptat pentru el, devine și apărătorul orașului, un misterios luptător împotriva răului.

## Distribuția
- Grigori Dobrigin — Dima / Fulgerul negru
- Sergei Garmash — Tatăl lui Dima
- Elena Valyushkina — Mama lui Dima
- Valery Zolotoukhine — Paul Perepelkin
- Victor Verzhbitsky — Victor Kuptsov
- Ivan Zhidkov — Maxime
- Catherine Vilkova — Anastasia Svetlova
- Ekaterina Vassilieva — Olga Perepelkina
- Juozas Budraitis — Michael Elizarov
- Katia Starshova — Sora lui Dima
- Mikhaïl Efremov — alcolicul / atletul